# Nação constituinte
Países constituintes ou nações constituintes são expressões muitas vezes usadas, geralmente por instituições oficiais, em contextos nos quais mais de um país ou nação compõem uma maior entidade, ou agrupamento. A Organização para a Cooperação e Desenvolvimento Econômico recorria a essa expressão em referência aos então países constituintes da antiga Iugoslávia e as instituições europeias como o Conselho da Europa frequentemente a usam em referência aos membros da União Europeia (ver exemplo aqui).
Não é terminologia técnica e não tem um sentido jurídico definido; "constituinte" é simplesmente um adjetivo, e a expressão não tem um sentido claro fora do contexto da entidade ou agrupamento dos quais os países em questão são constituintes, ou seus componentes podem ser entendidos.
Hoje em dia é uma expressão comumente usada para referir os constituintes do Reino Unido (Escócia, Inglaterra, País de Gales e Irlanda do Norte), do Reino dos Países Baixos (Países Baixos, Aruba, Curaçau e São Martinho) e do Reino da Dinamarca (Dinamarca, Ilhas Feroe e Gronelândia). Outros casos relevantes são os da Polinésia Francesa, que desde 2004 é designado em França como "país ultramarino no seio da República" (pays d'outre-mer au sein de la République), e o do Reino da Nova Zelândia, subdividido por vezes na Nova Zelândia, nas Ilhas Cook e em Niue.
Historicamente, os constituintes do antigo Reino Unido de Portugal, Brasil e Algarves (Portugal, Brasil e Algarve) poderiam ser também considerados países constituintes.